# Gornji Pribanj
Gornji Pribanj är en ort i Bosnien och Hercegovina.   Den ligger i entiteten Republika Srpska, i den centrala delen av landet, 14 km öster om huvudstaden Sarajevo. Gornji Pribanj ligger 1 083 meter över havet och antalet invånare är 187.
Terrängen runt Gornji Pribanj är kuperad.Runt Gornji Pribanj är det ganska tätbefolkat, med 70 invånare per kvadratkilometer.. Närmaste större samhälle är Sarajevo, 13,7 km väster om Gornji Pribanj. 
I omgivningarna runt Gornji Pribanj växer i huvudsak blandskog.